# Curling-Europameisterschaft 1997
Die Curling-Europameisterschaft 1997 der Männer und Frauen fand vom 1. bis 8. Dezember in Füssen in Deutschland statt.

## Turnier der Männer

### Teilnehmer

#### Gruppe A
| Dänemark | Deutschland | England | Finnland |
| --- | --- | --- | --- |
| Skip: Ulrik Schmidt Third: Lasse Lavrsen Second: Brian Hansen Lead: Carsten Svensgaard                                      | Skip: Andreas Kapp Third: Ulrich Kapp Second: Oliver Axnick Lead: Holger Höhne Alternate: Michael Schäffer        | Skip: Martyn Deakin Third: Alan Turner Second: Stephen Hinds Lead: Ian Coutts Alternate: Michael Fowles               | Skip: Markku Uusipaavalniemi Third: Wille Mäkelä Second: Jussi Uusipaavalniemi Lead: Tommi Häti Alternate: Jari Laukkanen |
| Italien | Luxemburg | Niederlande | Norwegen |
| Skip: Claudio Pescia Third: Stefano Ferronato Second: Alessandro Lettieri Lead: Alessandro Zisa Alternate: Gianluca Lorenzi | Skip: Hanjörg Bless Third: Nico Schweich Second: Andreas Westenfelder Lead: Jesper Winding Alternate: Bo Kleimann | Skip: Floris van Imhoff Third: Rob Vilain Second: Gustaf van Imhoff Lead: Jaap Veerman Alternate: Erik A van der Zwan | Skip: Thomas Ulsrud Third: Johan Høstmælingen Second: Thomas Due Lead: Torger Nergård Alternate: Rolf Andreas Lauten      |
| Österreich | Schweden | Schweiz | Schottland |
| Skip: Alois Kreidl Third: Stefan Salinger Second: Franz Huber Lead: Richard Obermoser Alternate: Dieter Küchenmeister       | Skip: Peter Lindholm Third: Tomas Nordin Second: Magnus Swartling Lead: Peter Narup Alternate: Marcus Feldt       | Skip: Patrick Hürlimann Third: Patrik Lörtscher Second: Daniel Müller Lead: Diego Perren Alternate: Dominic Andres    | Skip: Douglas Dryburgh Third: Peter Wilson Second: Philip Wilson Lead: Ronnie Napier Alternate: James Dryburgh            |

#### Gruppe B
| Bulgarien                                                                                             | Frankreich | Russland |
| --- | --- | --- |
| Skip: Bojidar Momerin Third: Lubomir Velinov Second: Ivaylo Petrov Lead: Kiril Kirilov                | Skip: Jan Henri Ducroz Third: Spencer Mugnier Second: Thomas Dufour Lead: Cyrille Prunet Alternate: Lionel Tournier | Skip: Alexei Zeloussow Third: Dmitri Ryjov Second: Sergei Bourmistrov Lead: Victor Vorobiev Alternate: Konstantin Zdvornov |
| Tschechien                                                                                            | Wales | |
| Skip: David Sik Third: Milan Polivka Second: Karel Hradec Lead: Pavel Mensik Alternate: David Havlena | Fourth: Adrian Meikle Third: Jamie Meikle Skip: John Hunt Lead: Hugh Meikle Alternate: Chris Wells                  | |

### Round Robin

#### Gruppe A 1
| Schlüssel | Schlüssel          |
| --------- | ------------------ |
|           | Viertelfinale      |
|           | Challenge Play-off |

| Draw | Begegnung                | Resultat | Begegnung                 | Resultat | Begegnung                | Resultat |
| ---- | ------------------------ | -------- | ------------------------- | -------- | ------------------------ | -------- |
| 1    | Schottland – Niederlande | 7-5      | Dänemark – England        | 9-3      | Deutschland – Österreich | 10-2     |
| 2    | Schottland – Dänemark    | 8-5      | Niederlande – Österreich  | 5-4      | Deutschland – England    | 6-4      |
| 3    | Schottland – England     | 10-7     | Deutschland – Niederlande | 8-6      | Dänemark – Österreich    | 12-8     |
| 4    | England – Niederlande    | 11-3     | Dänemark – Deutschland    | 9-7      | Schottland – Österreich  | 8-6      |
| 5    | Deutschland – Schottland | 6-4      | England – Österreich      | 7-6      | Dänemark – Niederlande   | 10-4     |

| Platz | Team        | Spiele | Siege | Ndlg. |
| ----- | ----------- | ------ | ----- | ----- |
| 1.    | Schottland  | 5      | 4     | 1     |
| 2.    | Dänemark    | 5      | 4     | 1     |
| 3.    | Deutschland | 5      | 4     | 1     |
| 4.    | England     | 5      | 2     | 3     |
| 5.    | Niederlande | 5      | 1     | 4     |
| 6.    | Österreich  | 5      | 0     | 5     |

#### Gruppe A2
| Schlüssel | Schlüssel             |
| --------- | --------------------- |
|           | Viertelfinale         |
|           | Tie-Breaker um Rang 4 |

| Draw | Begegnung            | Resultat | Begegnung           | Resultat | Begegnung            | Resultat |
| ---- | -------------------- | -------- | ------------------- | -------- | -------------------- | -------- |
| 1    | Schweiz – Italien    | 11-9     | Finnland – Norwegen | 7-2      | Schweden – Luxemburg | 5-4      |
| 2    | Finnland – Schweiz   | 7-5      | Luxemburg – Italien | 5-4      | Schweden – Norwegen  | 7-6      |
| 3    | Schweden – Finnland  | 7-5      | Luxemburg – Schweiz | 5-4      | Norwegen – Italien   | 8-6      |
| 4    | Schweden – Italien   | 8-5      | Schweiz – Norwegen  | 8-4      | Finnland – Luxemburg | 9-3      |
| 5    | Norwegen – Luxemburg | 8-2      | Finnland -Italien   | 7-5      | Schweiz – Schweden   | 6-4      |

| Platz | Team      | Spiele | Siege | Ndlg. |
| ----- | --------- | ------ | ----- | ----- |
| 1.    | Schweden  | 5      | 4     | 1     |
| 2.    | Finnland  | 5      | 4     | 1     |
| 3.    | Schweiz   | 5      | 3     | 2     |
| 4.    | Norwegen  | 5      | 2     | 3     |
| 5.    | Luxemburg | 5      | 2     | 3     |
| 6.    | Italien   | 5      | 0     | 5     |

#### Tie Breaker
| Spiel     | Begegnung            | Resultat |
| --------- | -------------------- | -------- |
| Um Rang 4 | Norwegen – Luxemburg | 6-3      |

#### Gruppe B
| Schlüssel | Schlüssel          |
| --------- | ------------------ |
|           | Challenge Play-off |

| Draw | Begegnung               | Resultat | Begegnung              | Resultat |
| ---- | ----------------------- | -------- | ---------------------- | -------- |
| 1    | Russland – Bulgarien    | 10-2     | Wales – Tschechien     | 8-5      |
| 2    | Tschechien – Bulgarien  | 6-5      | Frankreich – Russland  | 10-7     |
| 3    | Frankreich – Tschechien | 7-6      | Wales – Bulgarien      | 12-3     |
| 4    | Russland – Tschechien   | 10-2     | Wales – Frankreich     | 8-7      |
| 5    | Wales – Russland        | 5-3      | Frankreich – Bulgarien | 10-7     |

| Platz | Team       | Spiele | Siege | Ndlg. |
| ----- | ---------- | ------ | ----- | ----- |
| 1.    | Wales      | 5      | 5     | 0     |
| 2.    | Frankreich | 5      | 4     | 1     |
| 3.    | Russland   | 5      | 3     | 2     |
| 4.    | Tschechien | 5      | 1     | 4     |
| 5.    | Bulgarien  | 5      | 0     | 5     |

#### Challenge Play-off
Die Sieger stehen im Viertelfinale, die Verlierer spielen um Rang 11.
| Spiel | Begegnung             | Resultat |
| ----- | --------------------- | -------- |
|       | Norwegen – Frankreich | 8-5      |
|       | Wales – England       | 7-6      |

### Play-off

#### Um Rang 1–4
|  | Viertelfinale | Viertelfinale | Viertelfinale |  |  | Halbfinale | Halbfinale  | Halbfinale |  |  | Finale           | Finale           | Finale           |
|  |               |               |               |  |  |            |             |            |  |  |                  |                  |                  |
|  |               | Schottland    | 9             |  |  |            |             |            |  |  |                  |                  |                  |
|  |               | Norwegen      | 5             |  |  |            |             |            |  |  |                  |                  |                  |
|  |               |               |               |  |  |            | Deutschland | 4          |  |  |                  |                  |                  |
|  |               |               |               |  |  |            | Schottland  | 2          |  |  |                  |                  |                  |
|  |               | Deutschland   | 6             |  |  |            |             |            |  |  |                  |                  |                  |
|  |               | Finnland      | 5             |  |  |            |             |            |  |  |                  |                  |                  |
|  |               |               |               |  |  |            |             |            |  |  |                  | Deutschland      | 10               |
|  |               |               |               |  |  |            |             |            |  |  |                  | Dänemark         | 5                |
|  |               | Schweden      | 6             |  |  |            |             |            |  |  |                  |                  |                  |
|  |               | Wales         | 5             |  |  |            |             |            |  |  |                  |                  |                  |
|  |               |               |               |  |  |            | Dänemark    | 8          |  |  |                  |                  |                  |
|  |               |               |               |  |  |            | Schweden    | 7          |  |  | Spiel um Platz 3 | Spiel um Platz 3 | Spiel um Platz 3 |
|  |               | Dänemark      | 7             |  |  |            |             |            |  |  |                  | Schottland       | 6                |
|  |               | Schweiz       | 5             |  |  |            |             |            |  |  |                  | Schweden         | 5                |

#### Um Rang 5–8
|  | Halbfinale | Halbfinale | Halbfinale |  |         | Spiel um Rang 5 | Spiel um Rang 5 | Spiel um Rang 5 |
|  |            |            |            |  |         |                 |                 |                 |
|  |            |            |            |  |         |                 |                 |                 |
|  |            | Schweiz    | 6          |  |         |                 |                 |                 |
|  |            | Wales      | 4          |  |         |                 |                 |                 |
|  |            |            |            |  | Schweiz | 8               |                 |                 |
|  |            |            |            |  |         | Finnland        | 5               |                 |
|  |            | Finnland   | 8          |  |         |                 |                 |                 |
|  |            | Norwegen   | 7          |  |         | Spiel um Rang 7 | Spiel um Rang 7 | Spiel um Rang 7 |
|  |            |            |            |  |         | 3               | Norwegen        | 10              |
|  | 4          | Wales      | 1          |  |         |                 |                 |                 |
|  |            |            |            |  |         |                 |                 |                 |

#### Platzierungsspiele
| Spiel      | Begegnung                | Resultat |
| ---------- | ------------------------ | -------- |
| Um Rang 9  | Luxemburg – England      | 9-3      |
| Um Rang 11 | Frankreich – Niederlande | 7-3      |
| Um Rang 13 | Italien – Österreich     | 7-5      |

### Endstand
Die ersten 12 spielen 1995 in der Gruppe A
| Platz | Land        |
| ----- | ----------- |
| 1     | Deutschland |
| 2     | Dänemark    |
| 3     | Schottland  |
| 4     | Schweden    |
| 5     | Schweiz     |
| 6     | Finnland    |
| 7     | Norwegen    |
| 8     | Wales       |
| 9     | Luxemburg   |
| 10    | England     |
| 11    | Frankreich  |
| 12    | Niederlande |
| 13    | Italien     |
| 14    | Österreich  |
| 15    | Russland    |
| 16    | Tschechien  |
| 17    | Bulgarien   |

## Turnier der Frauen

### Teilnehmer

#### Gruppe A
| Dänemark | Deutschland | Finnland | Frankreich |
| --- | --- | --- | --- |
| Skip: Helena Blach Lavrsen Third: Dorthe Holm Second: Margit Pörtner Lead: Lisa Richardson Alternate: Lene Bidstrup | Skip: Andrea Schöpp Third: Monika Wagner Second: Natalie Nessler Lead: Carina Meidele Alternate: Heike Wieländer | Fourth: Anne Malmi Skip: Jaana Jokela Second: Nina Pöllänen Lead: Laura Tsutsunen Alternate: Tiina Kautonen           | Skip: Audé Bénier Third: Nadia Bénier Second: Laure Mutazzi Lead: Tatiana Ducroz Alternate: Fabienne Morand                  |
| Italien | Luxemburg | Norwegen | Schweden |
| Skip: Giulia Lacedelli Third: Elena Faita Second: Mariella Macchietto Lead: Carla Alvera Alternate: Carla Alvera    | Skip: Karen Wauters Third: Stefanie Bless Second: Maggy Schweich Lead: Candice Richards                          | Skip: Dordi Nordby Third: Marianne Haslum Second: Kristin Tøsse Løvseth Lead: Hanne Woods Alternate: Grethe Wolan     | Skip: Elisabet Gustafson Third: Katarina Nyberg Second: Louise Marmont Lead: Elisabeth Persson Alternate: Margaretha Lindahl |
| Schweiz | Schottland | Tschechien | |
| Skip: Graziella Grichting Third: Janet Hürlimann Second: Claudia Biner Lead: Inger Müller Alternate: Erika Müller   | Skip: Kirsty Addison Third: Jackie Lockhart Second: Edith Loudon Lead: Katie Loudon Alternate: Fiona Bayne       | Fourth: Pavla Rubasova Skip: Lenka Sáfránková Second: Helena Holakovska Lead: Vera Ruzková Alternate: Jana Linhartova | |

#### Gruppe B
| England | Niederlande | Russland |
| --- | --- | --- |
| Skip: Joan Reed Third: June Swan Second: Glynnice Lauder Lead: Moira Davison Alternate: Jacqueline Ambridge | Skip: Beatrice Miltenburg Third: Marijke Paulissen Second: Sylvia Van Der Pluijm Lead: Anneke Waijers Alternate: Margrietha Voskuilen | Skip: Ekaterina Lissitskaia Third: Natalia Podouchkina Second: Jana Golordorodko Lead: Olga Bereznaja Alternate: Tatiana Smirnova |

### Round Robin

#### Gruppe A 1
| Schlüssel | Schlüssel          |
| --------- | ------------------ |
|           | Viertelfinale      |
|           | Challenge Play-off |

| Draw | Begegnung               | Resultat | Begegnung              | Resultat | Begegnung              | Resultat |
| ---- | ----------------------- | -------- | ---------------------- | -------- | ---------------------- | -------- |
| 1    | Schottland – Italien    | 12-2     | Norwegen – Frankreich  | 9-3      | Schweiz – Luxemburg    | 15-5     |
| 2    | Schottland – Frankreich | 13-1     | Luxemburg – Italien    | 8-7      | Schweiz – Norwegen     | 5-3      |
| 3    | Schweiz – Frankreich    | 13-2     | Schottland – Luxemburg | 9-5      | Norwegen – Italien     | 7-4      |
| 4    | Schweiz – Italien       | 13-3     | Schottland – Norwegen  | 9-5      | Luxemburg – Frankreich | 4-3      |
| 5    | Norwegen – Luxemburg    | 10-2     | Italien – Frankreich   | 7-5      | Schweiz – Schottland   | 8-6      |

| Platz | Team       | Spiele | Siege | Ndlg. |
| ----- | ---------- | ------ | ----- | ----- |
| 1.    | Schweiz    | 5      | 5     | 0     |
| 2.    | Schottland | 5      | 4     | 1     |
| 3.    | Norwegen   | 5      | 3     | 2     |
| 4.    | Luxemburg  | 5      | 3     | 2     |
| 5.    | Italien    | 5      | 1     | 4     |
| 6.    | Frankreich | 5      | 0     | 5     |

#### Gruppe A2
| Schlüssel | Schlüssel             |
| --------- | --------------------- |
|           | Viertelfinale         |
|           | Tie-Breaker um Rang 3 |

| Draw | Begegnung              | Resultat | Begegnung                | Resultat |
| ---- | ---------------------- | -------- | ------------------------ | -------- |
| 1    | Dänemark – Finnland    | 6-4      | Deutschland – Tschechien | 10-5     |
| 2    | Schweden – Finnland    | 9-5      | Deutschland – Dänemark   | 7-5      |
| 3    | Finnland – Tschechien  | 11-5     | Dänemark – Schweden      | 6-4      |
| 4    | Finnland – Deutschland | 9-5      | Schweden – Tschechien    | 9-6      |
| 5    | Deutschland – Schweden | 8-3      | Dänemark -Tschechien     | 7-4      |

| Platz | Team        | Spiele | Siege | Ndlg. |
| ----- | ----------- | ------ | ----- | ----- |
| 1.    | Deutschland | 4      | 3     | 1     |
| 2.    | Dänemark    | 4      | 3     | 1     |
| 3.    | Schweden    | 4      | 2     | 2     |
| 4.    | Finnland    | 4      | 2     | 2     |
| 5.    | Tschechien  | 4      | 0     | 4     |

#### Tie Breaker
| Spiel     | Begegnung           | Resultat |
| --------- | ------------------- | -------- |
| Um Rang 3 | Schweden – Finnland | 9-6      |

#### Gruppe B
| Schlüssel | Schlüssel          |
| --------- | ------------------ |
|           | Challenge Play-off |

| Draw | Begegnung              | Resultat |
| ---- | ---------------------- | -------- |
| 1    | England – Russland     | 8-6      |
| 2    | Niederlande – Russland | 10-8     |
| 3    | England – Niederlande  | 14-7     |
| 4    | England – Russland     | 9-6      |
| 5    | Russland – Niederlande | 11-2     |
| 6    | Niederlande – England  | 13-6     |

| Platz | Team        | Spiele | Siege | Ndlg. |
| ----- | ----------- | ------ | ----- | ----- |
| 1.    | England     | 4      | 3     | 1     |
| 2.    | Niederlande | 4      | 2     | 2     |
| 3.    | Russland    | 4      | 1     | 3     |

#### Challenge Play-off
Die Sieger stehen im Viertelfinale, die Verlierer spielen um Rang 11.
| Spiel | Begegnung              | Resultat |
| ----- | ---------------------- | -------- |
|       | Finnland – Niederlande | 9-0      |
|       | England – Luxemburg    | 5-4      |

### Play-off

#### Um Rang 1–4
|  | Viertelfinale | Viertelfinale | Viertelfinale |  |  | Halbfinale | Halbfinale  | Halbfinale |  |  | Finale           | Finale           | Finale           |
|  |               |               |               |  |  |            |             |            |  |  |                  |                  |                  |
|  |               | Schweden      | 9             |  |  |            |             |            |  |  |                  |                  |                  |
|  |               | Schottland    | 3             |  |  |            |             |            |  |  |                  |                  |                  |
|  |               |               |               |  |  |            | Schweden    | 5          |  |  |                  |                  |                  |
|  |               |               |               |  |  |            | Deutschland | 4          |  |  |                  |                  |                  |
|  |               | Deutschland   | 8             |  |  |            |             |            |  |  |                  |                  |                  |
|  |               | England       | 2             |  |  |            |             |            |  |  |                  |                  |                  |
|  |               |               |               |  |  |            |             |            |  |  |                  | Schweden         | 6                |
|  |               |               |               |  |  |            |             |            |  |  |                  | Dänemark         | 4                |
|  |               | Finnland      | 9             |  |  |            |             |            |  |  |                  |                  |                  |
|  |               | Schweiz       | 7             |  |  |            |             |            |  |  |                  |                  |                  |
|  |               |               |               |  |  |            | Dänemark    | 7          |  |  |                  |                  |                  |
|  |               |               |               |  |  |            | Finnland    | 6          |  |  | Spiel um Platz 3 | Spiel um Platz 3 | Spiel um Platz 3 |
|  |               | Dänemark      | 12            |  |  |            |             |            |  |  |                  | Deutschland      | 9                |
|  |               | Norwegen      | 4             |  |  |            |             |            |  |  |                  | Finnland         | 5                |

#### Um Rang 5–8
|  | Halbfinale | Halbfinale | Halbfinale |  |         | Spiel um Rang 5 | Spiel um Rang 5 | Spiel um Rang 5 |
|  |            |            |            |  |         |                 |                 |                 |
|  |            |            |            |  |         |                 |                 |                 |
|  |            | Schottland | 9          |  |         |                 |                 |                 |
|  |            | England    | 1          |  |         |                 |                 |                 |
|  |            |            |            |  | Schweiz | 6               |                 |                 |
|  |            |            |            |  |         | Schottland      | 5               |                 |
|  |            | Schweiz    | 9          |  |         |                 |                 |                 |
|  |            | Norwegen   | 7          |  |         | Spiel um Rang 7 | Spiel um Rang 7 | Spiel um Rang 7 |
|  |            |            |            |  |         | 3               | Norwegen        | 8               |
|  | 4          | England    | 2          |  |         |                 |                 |                 |
|  |            |            |            |  |         |                 |                 |                 |

#### Platzierungsspiele
| Spiel      | Begegnung              | Resultat |
| ---------- | ---------------------- | -------- |
| Um Rang 9  | Tschechien – Luxemburg | 9-5      |
| Um Rang 11 | Italien – Niederlande  | 8-0      |

### Endstand
Die ersten 12 spielen 1995 in der Gruppe A
| Platz | Land        |
| ----- | ----------- |
| 1     | Schweden    |
| 2     | Dänemark    |
| 3     | Deutschland |
| 4     | Finnland    |
| 5     | Schweiz     |
| 6     | Schottland  |
| 7     | Norwegen    |
| 8     | England     |
| 9     | Tschechien  |
| 10    | Luxemburg   |
| 11    | Italien     |
| 12    | Niederlande |
| 13    | Frankreich  |
| 14    | Russland    |